# Gora Spasskogo
Gora Spasskogo är ett berg i Antarktis. Det ligger i Östantarktis. Nya Zeeland gör anspråk på området. Toppen på Gora Spasskogo är 717 meter över havet.
Terrängen runt Gora Spasskogo är bergig.  Trakten är obefolkad. Det finns inga samhällen i närheten.